# Seznam hřbitovů v Paříži
Seznam pařížských hřbitovů zahrnuje všechny hřbitovy na území města Paříže (intra muros) a rovněž všechny hřbitovy, které jsou ve správě města, ale leží za hranicemi Paříže (extra muros) na území sousedních měst. 14 hřbitovů leží intra muros a 6 extra muros.

## Hřbitovy uvnitř Paříže
| Název                      | Obvod | Rozloha (ha) | Počet hrobů | Počet stromů | Otevřen   |
| -------------------------- | ----- | ------------ | ----------- | ------------ | --------- |
| Cimetière de Montmartre    | 18.   | 10,48        | 20 000      | 750          | 1825      |
| Cimetière du Montparnasse  | 14.   | 18,72        | 35 000      | 1 200        | 1824      |
| Cimetière du Père-Lachaise | 20.   | 43,93        | 70 000      | 5 300        | 1804      |
| Cimetière de Grenelle      | 15.   | 0,64         | 1 000       | 60           | 1835      |
| Cimetière de Vaugirard     | 15.   | 1,59         | 3 000       | 100          | 1787      |
| Cimetière d'Auteuil        | 16.   | 0,72         | 1 200       | 12           | 1793      |
| Cimetière de Passy         | 16.   | 1,7          | 2 600       | 100          | 1820      |
| Cimetière des Batignolles  | 17.   | 10,42        | 15 000      | 880          | 1833      |
| Cimetière Saint-Vincent    | 18.   | 0,59         | 900         |              | 1831      |
| Cimetière du Calvaire      | 18.   | 0,06         | 85          |              | 1688      |
| Cimetière de Bercy         | 12.   | 0,61         | 1 120       | 10           | 1816      |
| Cimetière de la Villette   | 19.   | 1,13         | 2 500       | 100          | 1828      |
| Cimetière de Belleville    | 20.   | 1,65         | 3 210       | 80           | 1808      |
| Cimetière de Charonne      | 20.   | 0,42         | 650         |              | středověk |

## Hřbitovy mimo Paříž
Pařížské hřbitovy extra muros jsou spravované městem Paříží, i když leží na území jiných obcí.
| Název                             | Obec           | Departement       | Rozloha (ha) | Počet hrobů | Počet stromů | Otevřen     |
| --------------------------------- | -------------- | ----------------- | ------------ | ----------- | ------------ | ----------- |
| Cimetière parisien de Bagneux     | Bagneux        | Hauts-de-Seine    | 61,52        | 83 000      | 5 430        | 1886        |
| Cimetière parisien de Pantin      | Pantin         | Seine-Saint-Denis | 107,6        | 200 000     | 8 000        | 1886        |
| Cimetière parisien de Saint-Ouen  | Saint-Ouen     | Seine-Saint-Denis | 27,08        | 46 000      | 1 850        | 1860 a 1872 |
| Cimetière parisien de la Chapelle | Saint-Denis    | Seine-Saint-Denis | 2,1          | 3 300       | 290          | 1850        |
| Cimetière parisien d'Ivry         | Ivry-sur-Seine | Val-de-Marne      | 28,39        | 48 000      | 1 800        | 1861 a 1874 |
| Cimetière parisien de Thiais      | Thiais         | Val-de-Marne      | 103,36       | 150 000     | 6 000        | 1929        |

## Další pohřebiště v Paříži
V Paříži se vedle klasických hřbitovů nacházejí i další nekropole:
- Pařížské katakomby, kde jsou uloženy ostatky ze zrušených středověkých hřbitovů
- Pantheon, kde jsou pohřbeny významné osobnosti Francie
- Invalidovna, která slouží jako vojenské pohřebiště
- Soukromé hřbitovy hřbitov Picpus a hřbitov portugalských židů
- Na území 13. obvodu leží hřbitov sousední obce Gentilly

Rovněž v jednotlivých pařížských kostelech je uloženo mnoho osob. Také Pasteurův ústav má kryptu, kde je pohřben jeho zakladatel Louis Pasteur a v Sorboně je kaple s hrobem kardinála Richelieu.

## Zaniklé hřbitovy
- hřbitov Neviňátek
- hřbitov Errancis
- hřbitov Sainte-Marguerite
- hřbitov Madeleine